# Barrio Santa Fe
Barrio Santa Fe är en ort i Mexiko.   Den ligger i kommunen Axtla de Terrazas och delstaten San Luis Potosí, i den centrala delen av landet, 220 km norr om huvudstaden Mexico City. Barrio Santa Fe ligger 117 meter över havet och antalet invånare är 187.
Terrängen runt Barrio Santa Fe är huvudsakligen kuperad, men åt nordväst är den bergig. Runt Barrio Santa Fe är det tätbefolkat, med 427 invånare per kvadratkilometer. Närmaste större samhälle är Villa Terrazas, 5,9 km öster om Barrio Santa Fe. I omgivningarna runt Barrio Santa Fe växer huvudsakligen savannskog.